# Friedrich Karl zu Hohenlohe-Waldenburg-Schillingsfürst (1908-1982)
Friedrich Karl Ludwig Philipp Ernst Franz Joseph Fürst zu Hohenlohe-Waldenburg-Schillingsfürst (Waldenburg, 31 juli 1908 - aldaar, 24 oktober 1982) was sinds 6 oktober 1924 8e vorst en hoofd van de hoogadellijke en ebenbürtige tak Hohenlohe-Waldenburg-Schillingsfürst uit het Huis Hohenlohe. Als vorst en hoofd van het huis voerde hij het predicaat Doorluchtigheid.

## Biografie

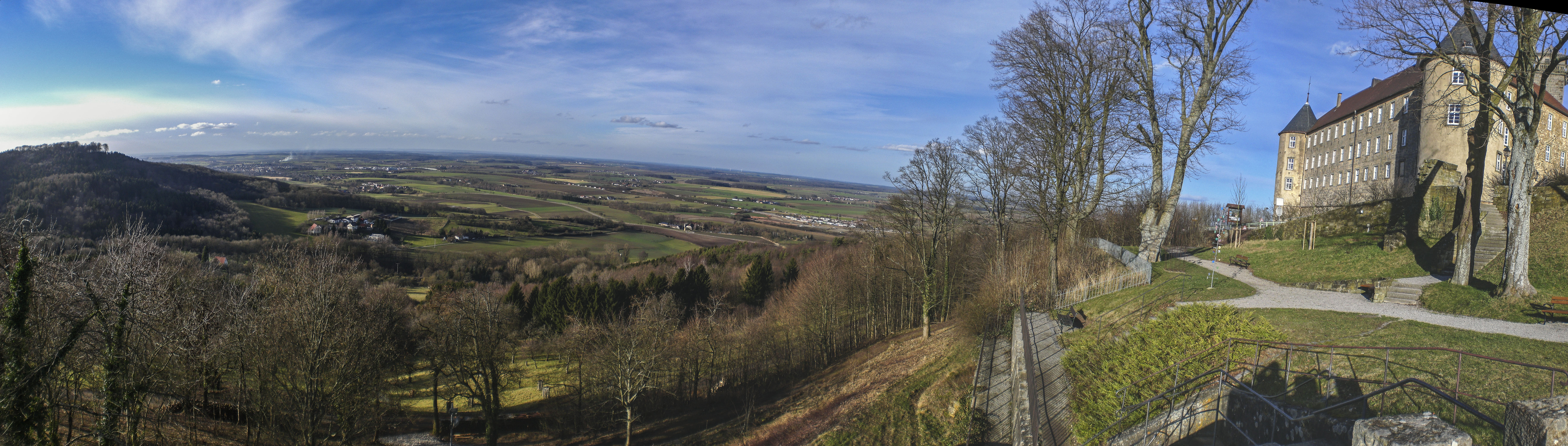
Schloss met uitzicht op het land van Hohenlohe

Hohenlohe werd geboren op Schloss Waldenburg (Hohenlohe), stamslot van deze tak, dat hij bewoonde en waar hij ook overleed. Hij was de zoon van Friedrich Fürst zu Hohenlohe-Waldenburg-Schillingsfürst (1846-1924), 7e vorst van Hohenlohe-Waldenburg-Schillingsfürst, en Therese gravin zu Erbach-Fürstenau (1869-1927). Hij trouwde in 1932 met Mechtilde vorstin van Urach, gravin van Württemberg (1912-2001), met wie hij vijf kinderen kreeg. 
Zijn oudste zoon Friedrich Karl zu Hohenlohe-Waldenburg-Schillingsfürst (1933-2017) volgde hem in 1982 op als 9e vorst en hoofd van de tak Hohenlohe-Waldenburg-Schillingsfürst; diens weduwe bewoont nog het stamslot. Aangezien het huwelijk van zijn oudste zoon kinderloos was, volgde zijn kleinzoon Felix zu Hohenlohe-Waldenburg-Schillingsfürst (1963) in 2017 op als 10e vorst.
Zijn dochter Therese (1938) trouwde in 1986 met de weduwnaar Josef Hubert Graf und Herr von Neipperg (1918), hoofd van het hoogadellijke en ebenbürtige geslacht Neipperg.